# Pierre Mœglin
Pour les articles homonymes, voir Moeglin.
 (novembre 2011).
Si vous disposez d'ouvrages ou d'articles de référence ou si vous connaissez des sites web de qualité traitant du thème abordé ici, merci de compléter l'article en donnant les références utiles à sa vérifiabilité et en les liant à la section « Notes et références ».
Pierre Mœglin, né en 1951, est un universitaire français. Ses recherches portent sur les industries culturelles, les industries éducatives et, depuis 2008, sur les industries créatives. Il est professeur à l'université Paris XIII et membre senior de l'Institut universitaire de France.

## Biographie
Il est ancien élève de l'École normale supérieure de la Rue d'Ulm (1972), agrégé de l’Université (Lettres classiques, 1974), docteur d’État en sciences de l'information et de la communication (1988 sous la direction de Bernard Miège, prix Irest 1989). Il est professeur (depuis 1991) en sciences de l’Information et de la Communication à l’université Paris XIII. Il y a dirigé l'UFR des sciences de la Communication (entre 1991 et 1993), fondé et dirigé (entre 1988 et 2010) le LabSic (EA n°1 803, classé A+ par l’AERES en 2008). À la demande du ministère de la Recherche et du ministère des Universités, il a créé en 2001-2002 la Maison des sciences de l'homme Paris Nord (USR CNRS n°3258) qu'il a dirigée jusqu'en 2013.
Il est corédacteur en chef, avec Monique Grandbastien et Martine Vidal, de la revue Distances et savoirs, qu'il a fondée en 2003 avec ces deux collègues et qui, à la suite d'un changement d'éditeur, est devenue en 2012 Distance et médiations des savoirs). Cette revue est la seule revue francophone consacrée exclusivement aux questions de formation à distance.
Il est membre du Labsic et membre associé du Crisis, Université du Québec à Montréal. En 2014, 41 doctorants avaient soutenu leur thèse sous sa direction.
Il est codirecteur de la collection « Communication et société » aux Presses universitaires de Grenoble (avec Bernard Miège, qui l'a fondée, et Isabelle Pailliart). Il est membre des comités de rédaction d'une dizaine de revues scientifiques françaises et étrangères.

## Travaux
Pierre Mœglin est l’auteur de plus d’une centaine de publications, articles et ouvrages scientifiques. 

## Débats

### Sur la question des industries éducatives
Les travaux de Pierre Mœglin sur les industries éducatives et sur l'industrialisation de l'éducation et de la formation s'inscrivent dans un courant remontant aux années 1960 et 1970 en France, en particulier avec Lê Thánh Khôi, un peu plus tôt dans les pays anglo-saxons et en Allemagne, mais ils en renouvellent les perspectives en insistant notamment sur la présence et la diversité des filières en jeu (édition, informatique pédagogique, formation à distance, produits éducatifs non formels, systèmes d'information et de gestion) et sur la pluralité des modes d'industrialisation. Ces travaux se situent à l'articulation entre analyse des industries culturelles et analyse de l'industrialisation des services.
Les recherches menées par Pierre Mœglin, seul ou avec d'autres collègues tels que Gaëtan Tremblay (Uqam, Québec), Bernard Miège (Université Stendhal, Grenoble), Philippe Bouquillion (Paris VIII) et Yolande Combès (Paris XIII), ont inspiré un assez grand nombre d'études, d'enquêtes et de recherches (travaux de Julien Deceuninck, Elisabeth Fichez, Patrick Guillemet, etc.) ; ils ont également fait l'objet de débats, en provenance de chercheurs en sciences de la communication, mais aussi de spécialistes de sciences de l'éducation et d'économistes. Par exemple : 
- Dans le n° 144 de la revue Communications et langage, Yves Jeanneret écrit en 2005, à propos d'Outils et Médias éducatifs : « Ceux qui travaillent sur les rapports entre communication, éducation et culture doivent lire ce livre, qui ouvre ce champ à une discussion proprement théorique de ses enjeux les plus essentiels »[9].
- Sur le site du Café pédagogique, Bruno Devauchelle écrit en 2006 à propos d'Outils et Médias éducatifs : « Ouvrage complexe et difficile pour le néophyte, ce texte de Pierre Moeglin me semble être particulièrement important. En effet, le travail de ce chercheur reconnu porte principalement sur l'industrialisation des outils et médias éducatifs. Autrement dit, Pierre Moeglin nous pose la question de l'industrialisation émergente de l'éducation. »[10]
- Dans un numéro de la revue québécoise Communications paru en 2006 (vol 25-2), Daniel Peraya, chercheur à l'Université de Genève, relève la fécondité de la notion d'outils et médias éducatifs, tout en s'interrogeant sur le lien entre industrialisation et communication : « Une approche centrée sur l’industrialisation/technologisation de la formation et de la communication éducative rend-elle compte de la spécificité communicationnelle des médias éducatifs ? »[11]. L'on trouvera des échos de ce débat notamment dans Peltier, Claire, dir. (2014) : La Médiatisation de la formation et de l’apprentissages. Mélanges offerts à Daniel Peraya, Louvain-la-Neuve, De Boeck

### Sur la théorie et l'analyse des industries culturelles
La principale contribution de Pierre Moeglin à la théorie des industries culturelles porte sur la formalisation du modèle du courtage informationnel, système d'intermédiation dont les caractéristiques spécifiques sont les suivantes : a) il repose sur un mode de rémunération au contact, différent de celui des modèles de flot, de la marchandise culturelle, du club et du compteur ; b) le dispositif de courtage informationnel n'établit aucun lien contractuel, ni avec les sources, ni avec les utilisateurs ; c) le dispositif n'exerce aucune activité éditoriale ou de programmation. Le modèle du courtage informationnel correspond donc notamment au fonctionnement économique des moteurs de recherche et, plus généralement, des systèmes d'information et de gestion. L'on trouvera une présentation des thèses de Pierre Mœglin dans plusieurs articles et ouvrages, dont  « Une théorie pour penser les industries culturelles et informationnelles ? ».

## Livres
- Industrialiser l'éducation. Anthologie commentée (1913-2012), sous la direction de Pierre Mœglin, Paris, Presses universitaires de Vincennes, 2016. Ouvrage disponible en ligne : 
  - Pierre Mœglin, « Introduction », sur Industrialiser l'éducation : Anthologie commentée (1913-2012), 15 septembre 2016 (consulté le 21 mai 2021)
  - Pierre Mœglin et Alain Chaptal, « Chapitre 1. John Franklin Bobbitt », sur Industrialiser l'éducation : Anthologie commentée (1913-2012), 15 septembre 2016 (consulté le 21 mai 2021)
  - Françoise Thibault et Pierre Mœglin, « Chapitre 2. Joseph Wilbois », sur Industrialiser l'éducation : Anthologie commentée (1913-2012), 15 septembre 2016 (consulté le 21 mai 2021)
  - Jean-Marie Ball, Claude Debon et Pierre Mœglin, « Chapitre 3. Burrhus F. Skinner », sur Industrialiser l'éducation : Anthologie commentée (1913-2012), 15 septembre 2016 (consulté le 21 mai 2021)
  - Judith Barna et Pierre Mœglin, « Chapitre 4. Lê Thành Khôi », sur Industrialiser l'éducation : Anthologie commentée (1913-2012), 15 septembre 2016 (consulté le 21 mai 2021)
  - Pierre Mœglin et Laurent Petit, « Chapitre 6. Jacques Piveteau », sur Industrialiser l'éducation : Anthologie commentée (1913-2012), 15 septembre 2016 (consulté le 21 mai 2021)
  - Eric Auziol et Pierre Mœglin, « Chapitre 8. Guy Berger. », sur Industrialiser l'éducation : Anthologie commentée (1913-2012), 15 septembre 2016 (consulté le 21 mai 2021)
  - Élisabeth Fichez et Pierre Mœglin, « Chapitre 10. Geneviève Jacquinot », sur Industrialiser l'éducation : Anthologie commentée (1913-2012), 15 septembre 2016 (consulté le 21 mai 2021)
  - Monique Commandré, Yolande Combès, Patrick Guillemet et Pierre Mœglin, « Chapitre 11. Gilbert Paquette », sur Industrialiser l'éducation : Anthologie commentée (1913-2012), 15 septembre 2016 (consulté le 21 mai 2021)
  - Claude Debon, Pierre Mœglin et Élisabeth Fichez, « Chapitre 12. Monique Linard. », sur Industrialiser l'éducation : Anthologie commentée (1913-2012), 15 septembre 2016 (consulté le 21 mai 2021)
  - Yolande Combès, Pierre Mœglin et Alain Payeur, « Chapitre 15. Luc Carton », sur Industrialiser l'éducation : Anthologie commentée (1913-2012), 15 septembre 2016 (consulté le 21 mai 2021)
  - Judith Barna, Patrick Guillemet et Pierre Mœglin, « Chapitre 16. Otto Peters », sur Industrialiser l'éducation : Anthologie commentée (1913-2012), 15 septembre 2016 (consulté le 21 mai 2021)
  - Jean-Luc Metzger et Pierre Mœglin, « Chapitre 17. Tony Bates. Postfordisme ou néo-fordisme ? », sur Industrialiser l'éducation : Anthologie commentée (1913-2012), 15 septembre 2016 (consulté le 21 mai 2021)
  - Marie-José Barbot, Pierre Mœglin et Alain Payeur, « Chapitre 19. George Ritzer », sur Industrialiser l'éducation : Anthologie commentée (1913-2012), 15 septembre 2016 (consulté le 21 mai 2021)
  - Pierre Mœglin et Bernard Miège, « Chapitre 20. Bjørn Stensaker », sur Industrialiser l'éducation : Anthologie commentée (1913-2012), 15 septembre 2016 (consulté le 21 mai 2021)
  - Pierre Mœglin, « Pourquoi industrialiser ? », sur Industrialiser l'éducation : Anthologie commentée (1913-2012), 15 septembre 2016 (consulté le 21 mai 2021)
- L'industrialisation des biens symboliques. Les industries créatives en regard des industries culturelles, Grenoble, Presses universitaires de Grenoble, 2013, avec Philippe Bouquillion et Bernard Miège.
- Les Industries éducatives, Paris, Presses Universitaires de France, coll. « Que sais-je ? », 2010, éditions en bulgare et en arabe.
- Outils et médias éducatifs. Une approche communicationnelle, Grenoble, Presses universitaires de Grenoble, 2005.
- 2001 Bogues. Globalisme et pluralisme, III – Tic et éducation, Les Presses de l'Université Laval, 2003, (codir : Gaëtan Tremblay)
- L'industrialisation de la formation. État de la question, Paris, CNDP, 1998 (épuisé), édition en roumain.
- Le Satellite éducatif, Paris, Réseaux, 1994 (épuisé).